# Peale-Freischwanzfledermaus
Die Peale-Freischwanzfledermaus (Nyctinomops aurispinosus) ist eine Fledermausart aus der Familie der Bulldoggfledermäuse, welche in Nord- und Südamerika beheimatet ist. Der Name setzt sich aus dem Griechischen Nyctinomops (bedeutet so viel wie „Tier, das nachts frisst“) und dem lateinischen auris (=„Ohr“) und spinosus (=„dornig“) zusammen. Ein Synonym ist Tadarida aurispinosa (man beachte die weibliche lateinische Endung für diese Gattung).
Die Art ist nach dem US-amerikanischen Naturforscher Titian Ramsay Peale benannt.

## Beschreibung
Die Peale-Freischwanzfledermaus ist viel kleiner als die Große Freischwanzfledermaus (Nyctinomops macrotis), jedoch größer als die Breitohrfledermaus (Nyctinomops laticaudatus) und die Taschen-Freischwanzfledermaus (Nyctinomops femorosaccus). Die Gesamtlänge beträgt im Schnitt 111 mm, die Unterarmlänge 48–52 mm, und das Gewicht 17,0–18,9 g. Die Fellfarbe ist für gewöhnlich dunkelbraun, variiert jedoch von rötlich bis gräulich braun. Der Bauch ist blasser als der Rücken. Die Haare auf der Rückenseite sind etwa 4 mm lang und dreifarbig, mit einer fast weißen Basis. Die Ohren sind groß und am Ansatz miteinander verbunden wie bei den drei anderen Vertretern der Gattung Nyctinomops.

## Lebensweise
Über Nycticeius humeralis ist relativ wenig bekannt, die Art gilt als selten. Sie ist wie die meisten Fledermäuse nachtaktiv und ernährt sich hauptsächlich von Insekten mit weichen Körpern, wie zum Beispiel Nachtfalter. Tagsüber verstecken sich die Tiere in Höhlen und Felsspalten, wo sie oft zusammen mit der häufigeren Schwesterart  N. laticaudatus gesehen wird. Nycticeius humeralis gilt als eine Fledermausart, die bevorzugt im Flachland vorkommt. Jedes Weibchen bringt im Frühling jeweils ein einzelnes Jungtier zur Welt.

## Verbreitung und Lebensraum
Nycticeius humeralis ist in drei verschiedenen, nicht miteinander verbundenen Gebieten beheimatet: 1.) in Mexiko, 2.) in Venezuela, Kolumbien, Ecuador und Peru, sowie 3.) an der Ostküste Brasiliens. Die Art wird von der IUCN dank der weiten Verbreitung als ungefährdet eingestuft.